# Раковина
Ра́ковина (родственно слову «рака») — наружное защитное скелетное образование, покрывающее тело некоторых беспозвоночных животных и микроорганизмов. Изучением раковин беспозвоночных занимается конхиология.
Наибольший интерес с точки зрения практического использования и коллекционирования представляют раковины моллюсков.

## Группы организмов, обладающих раковиной
- Протисты:
  - Диатомовые водоросли или диатомеи. Их скелет обычно называется панцирем, но иногда употребляется и термин «раковина» или «раковинка»[2]. Скелет диатомовых водорослей кремнёвый, состоит из двух створок — эпитеки и гипотеки[3].
  - Динофлагелляты или панцирные жгутиконосцы могут иметь панцирь[4] из пластинок целлюлозы, также изредка называемый раковиной[5].
  - Фораминиферы. Раковины фораминифер имеют различную форму, бывают однокамерными или многокамерными. По составу они могут быть органическими, агглютинированными из различных частиц, скреплённых органическим цементом, либо известковыми[6].
  - Громииды. Раковины громиид однокамерные, с одним устьем, органического состава[7].
  - Tectofilosida. Раковины однокамерные, с одним или двумя устьями, органического состава, иногда с агглютинированными частицами[7].
  - Эуглифиды. Раковины эуглифид однокамерные, состоят из кремнёвых пластиночек[8].
  - Арцеллиниды. Раковины арцеллинид однокамерные, органические либо агглютинированные (из частиц кварца, скреплённых органическим цементом)[8].
  - Trichosida. Раковины однокамерные, гибкие, из фиброзного материала. Ранее эта группа вместе с четырьмя предыдущими рассматривались в составе отряда раковинных амёб[8].
- Животные:
  - Ракообразные:
    - Конхостраки. Раковины конхострак хитиновые, состоят из двух створок[9].
    - Ракушковые ракообразные или остракоды. Раковины остракод состоят из левой и правой створок. Внутренняя поверхность раковин хитинизирована, а внешняя обычно обызвествлена[6][10].
    - Усоногие ракообразные. Раковины усоногих состоят из нескольких известковых пластин[11].
    - Раки-отшельники не имеют собственных раковин, но многие их виды используют раковины брюхоногих моллюсков подходящего размера.

  - Моллюски. Раковины моллюсков известковые на органической основе[12]. Они могут быть цельными, либо состоять из двух отдельных створок — правой и левой (у двустворчатых моллюсков)[13] или из восьми или семи пластинок (у панцирных моллюсков)[13]. У головоногих моллюсков раковина может быть многокамерной[5].
  - Плеченогие или брахиоподы. Раковины брахиопод состоят из двух створок — брюшной и спинной. По составу они бывают известковыми либо хитиново-фосфатными (из хитина, протеина и фосфата кальция)[13].

## Геологическое значение
Скопления раковин различных групп организмов играют важную роль в формировании некоторых типов донных осадков и осадочных горных пород.
Скелеты диатомовых водорослей, накапливаясь на морском дне, образуют диатомовые илы, которые впоследствии превращаются в диатомит, трепел и опоку.
Накопление раковин планктонных фораминифер приводит к образованию глобигериновых илов, названных по одному из родов (Globigerina). Раковины крупных фораминифер — фузулинид и нуммулитид могут играть заметную роль в формировании известняков.
Раковины моллюсков участвуют в формировании раковинных известняков, а скопления раковинок крылоногих моллюсков образуют птероподовые илы.